# Essence (Väsen-album)
Essence är folkmusikgruppen Väsens tredje album, utgivet 1993 av det franska skivbolaget Auvidis. 
På skivan förekommer Väsens stora hitlåt "Josefins dopvals" som har genom åren blivit en av deras absolut populäraste låtar. Roger Tallroth skrev låten när hans systerdotter skulle döpas.

## Låtlista
| Nr | Titel                                                  | Kompositör(er)         | Spelningstid |
| -- | ------------------------------------------------------ | ---------------------- | ------------ |
| 1  | "Hellstedts gamla brudmarsch (Old Wedding Marsch)"     | Trad.                  | 1:59         |
| 2  | "Flodens död (The Death of Madame Flod)"               | Trad. e. August Bohlin | 3:02         |
| 3  | "Rådmansvalsen (The Alderman's Waltz)"                 | Trad.                  | 3:50         |
| 4  | "Idas farväl (Ida's Farewell)"                         | Roger Tallroth         | 2:07         |
| 5  | "Amanda"                                               | Roger Tallroth         | 3:06         |
| 6  | "Trollpåsen (Magic Bag)"                               | Olov Johansson         | 4:17         |
| 7  | "Spelmansglädje"                                       | Eric Sahlström         | 3:46         |
| 8  | "Polska efter Wesslén (Polska After Wesslén)"          | Trad.                  | 1:39         |
| 9  | "Långt ner i Småland (Deep Down in Småland)"           | Roger Tallroth         | 3:00         |
| 10 | "Isbrytaren (Icebreaker)"                              | Trad.                  | 3:24         |
| 11 | "Josefins dopvals (Josefin's Baptism Waltz)"           | Roger Tallroth         | 3:47         |
| 12 | "Pennknivsmördaren (The Penknife Killer)"              | Trad.                  | 4:57         |
| 13 | "Urgammal vals (Very Old Waltz)"                       | Mikael Marin           | 1:49         |
| 14 | "Åkerbystålet (The Steel from Åkerby)"                 | Trad.                  | 1:54         |
| 15 | "Sugghugg (Pork Slash)"                                | Olov Johansson         | 2:53         |
| 16 | "Vals efter Gustaf Strutz (Waltz After Gustav Strutz)" | Trad.                  | 1:55         |
| 17 | "Knuss-Olles Livstycke"                                | Trad.                  | 3:04         |
| 18 | "Tulle Lulle Lova"                                     | Trad.                  | 2:51         |
| 19 | "Isbrytarvalsen (Icebreaker Waltz)"                    | Trad.                  | 2:15         |
| 20 | "Branten (The Steep)"                                  | Trad.                  | 3:38         |
| 21 | "Forslund"                                             | Roger Tallroth         | 3:33         |

Total tid: 58:06
Alla låtar är arrangerade av Väsen.

## Väsen
- Olov Johansson — kromatisk nyckelharpa, kontrabasharpa
- Mikael Marin — viola
- Roger Tallroth — 12-strängad gitarr, 6-strängad akustisk gitarr, bosoki (3), mandola (21), viola (16)